# Pedro Calderón de la Barca
Pour les articles homonymes, voir Calderón et Barca.
 (novembre 2022).
Si vous disposez d'ouvrages ou d'articles de référence ou si vous connaissez des sites web de qualité traitant du thème abordé ici, merci de compléter l'article en donnant les références utiles à sa vérifiabilité et en les liant à la section « Notes et références ».
Pedro Calderón de la Barca, né à Madrid le 17 janvier 1600 et mort à Madrid le 25 mai 1681, est un poète et dramaturge espagnol. Auteur de plus de deux cents textes dramatiques, il est en particulier connu pour sa pièce La vie est un songe (1635).

## Sa vie

### Un lettré de petite noblesse
Son père occupe une charge dans l'administration des finances ; sa mère est d'origine flamande et appartient à la petite noblesse. Il a trois sœurs et deux frères, qui deviendront l'un avocat, l'autre officier. Il perd ses parents tôt : sa mère en 1610, son père en 1615. Dans son testament, ce dernier l'engage à suivre la carrière ecclésiastique, ce que Calderón de la Barca ne fera pas, du moins dans l'immédiat.
Entre 1608 et 1614, il reçoit une excellente éducation au collège impérial de la Compagnie de Jésus de Madrid, où il est initié au latin, à la rhétorique et à la lecture des classiques. Il entreprend ensuite des études de droit à Alcalá de Henares, puis à Salamanque, sans cependant les terminer. La rigueur et la logique de l'argumentation de ses textes, la vaste culture qu'ils révèlent sont la marque de l'empreinte profonde laissée par ces années de formation.

### Entre plume et épée
Il compose sa première pièce à 14 ans. De sa jeunesse, on connaît quelques épisodes tumultueux et dignes de l'une de ses comédies de cape et d'épée. Ainsi, en 1621, impliqué avec ses frères dans une affaire d'homicide, il doit vendre la charge de son père pour indemniser la famille de la victime. En 1629, l'un de ses frères est blessé par un acteur qui cherche ensuite refuge dans le couvent des religieuses trinitaires, à l'intérieur duquel Pedro, suivi de près par la police, le poursuit : il sera accusé d'avoir violé un lieu sacré.
Ses démêlés avec la justice et l'Église n'entament ni sa vocation poétique ni la faveur dont il jouit bientôt auprès de son souverain. Dès l'âge de vingt ans, il participe à des concours de poésie, puis il écrit ses premières œuvres dramatiques. Amour, Honneur et Pouvoir, sa première comédie, est représentée en 1623 au Palais royal, comme le seront par la suite la plupart de ses œuvres. Calderón ne tarde pas à devenir le dramaturge favori de la cour, surtout après la mort de Lope de Vega en 1635. Entre 1630 et 1640, il écrit ses œuvres majeures, dont une première partie est publiée dès 1636. Philippe IV, ayant remarqué son talent, l'appelle à la cour en 1636, le comble de faveurs et de distinctions, et fournit aux dépenses nécessaires pour la représentation de ses pièces. L'année suivante, il devient chevalier de l'ordre de Saint-Jacques, après quelques difficultés : l'emploi de son père le rendant indigne de recevoir l'habit de chevalier, il doit obtenir de Rome une dispense.
En 1640 et 1641, il s'engage comme simple soldat, et participe aux campagnes contre la rébellion des Catalans, où il est blessé à la main. Sa brève expérience militaire s'arrête là.
Nanti de charges officielles à la cour de Philippe IV, puis de Charles II, il y exercera avec succès ses talents de dramaturge.

### Retraite spirituelle
Quant à sa vie privée, elle demeure peu connue. On lui connaît un fils naturel, nommé comme lui Pedro, né vers 1647 d'une mère dont on ignore tout, et mort à peine dix ans plus tard. En 1651, Calderón de la Barca entre dans les ordres et ce n'est qu'une fois ordonné prêtre qu'il reconnaîtra avoir eu ce fils, qu'il lui était arrivé auparavant de présenter comme son neveu. À partir de cette date commence pour le dramaturge une vie de retraite, sa « biographie du silence ». Un temps chapelain à la cathédrale de Tolède, il s'en retourne à Madrid en raison de problèmes de santé. Cessant d'écrire directement pour les corrales (théâtres) populaires comme dans sa première époque, il se consacre dès lors exclusivement à la composition d'autos sacramentales et de divertissements pour la cour.
Fait chapelain honoraire de Philippe IV en 1663, il jouit auprès du public d'une popularité durable, et des recueils de ses œuvres sont régulièrement édités. En 1680, la dernière pièce de Calderón de la Barca est représentée au théâtre du Buen Retiro, devant le roi Charles II. Un an plus tard, le 25 mai, il expire à Madrid, à l'âge de quatre-vingt-un ans.

### Honneur et pouvoir

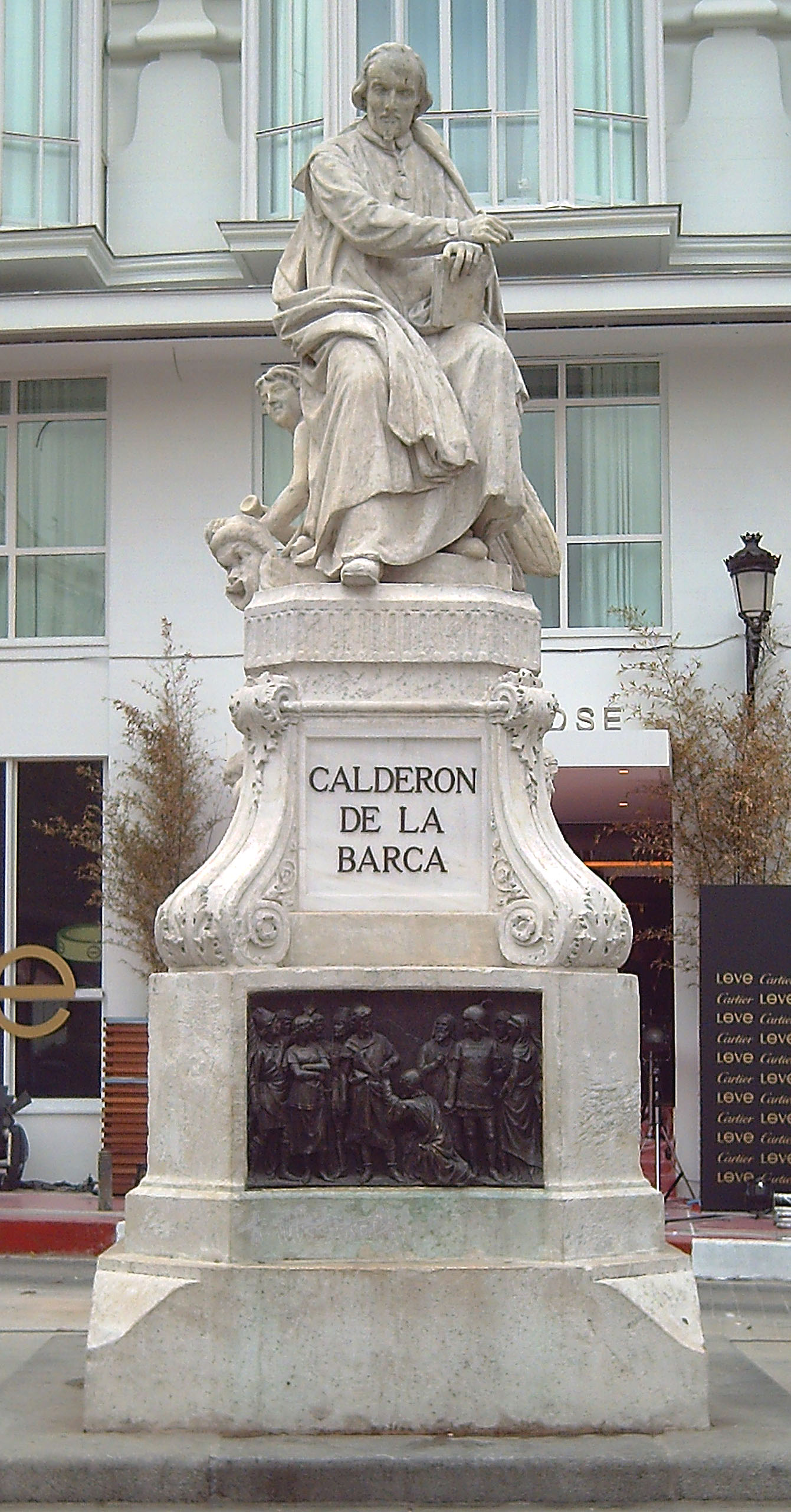
Monument Calderón à Madrid. Sculpture de Joan Figueras Vila (1878).

Bien enraciné par sa culture dans la tradition dramatique espagnole, il la renouvelle par une production théâtrale considérable et variée, riche de quelque deux cents pièces : autos sacramentales, comédies et intermèdes, pièces lyriques agrémentées de chorégraphies, drames historiques et moraux, ses commandes pour les fêtes royales ou religieuses sont autant d'œuvres baroques, intensément poétiques, qui révèlent le génie d'un auteur profondément chrétien et font de lui l'un des maîtres du théâtre espagnol. Sigismond, le héros de son chef-d'œuvre, La vie est un songe, est devenu le symbole universel de l'homme et de sa condition.
Parmi ses autres pièces, les plus connues sont Héraclius, sujet déjà traité par Corneille ; L'Alcade de Zalamea, imitée par Collot d'Herbois dans le Paysan magistrat ; Le Prince constant, Les Armes de la beauté, Le Médecin de son Honneur, Le Purgatoire de saint Patrice, La Dévotion de la croix. Calderón de la Barca a beaucoup écrit, qu'il s'agisse de comédies de cape et d'épée ou de pièces à caractère hagiographique (le Magicien prodigieux), historique (le Siège de Breda) ou mythologique (Écho et Narcisse). Il a également composé des poèmes et les livrets de courtes pièces musicales, les zarzuelas. Calderón de la Barca s'est aussi exercé dans plusieurs autres genres de poésie. On trouve dans cet auteur beaucoup d'imagination et d'esprit, un rare talent pour nouer et dénouer une intrigue, une poésie facile et harmonieuse.
On distingue dans cette œuvre foisonnante deux périodes. Avant 1640, ses drames présentent un conflit dont on suit l'évolution jusqu'à sa résolution finale. Dans la deuxième partie de sa carrière, le spectacle l'emporte sur l'intrigue et les autos sacramentales destinés à l'édification religieuse prédominent alors dans sa production.

## Œuvres traduites en français

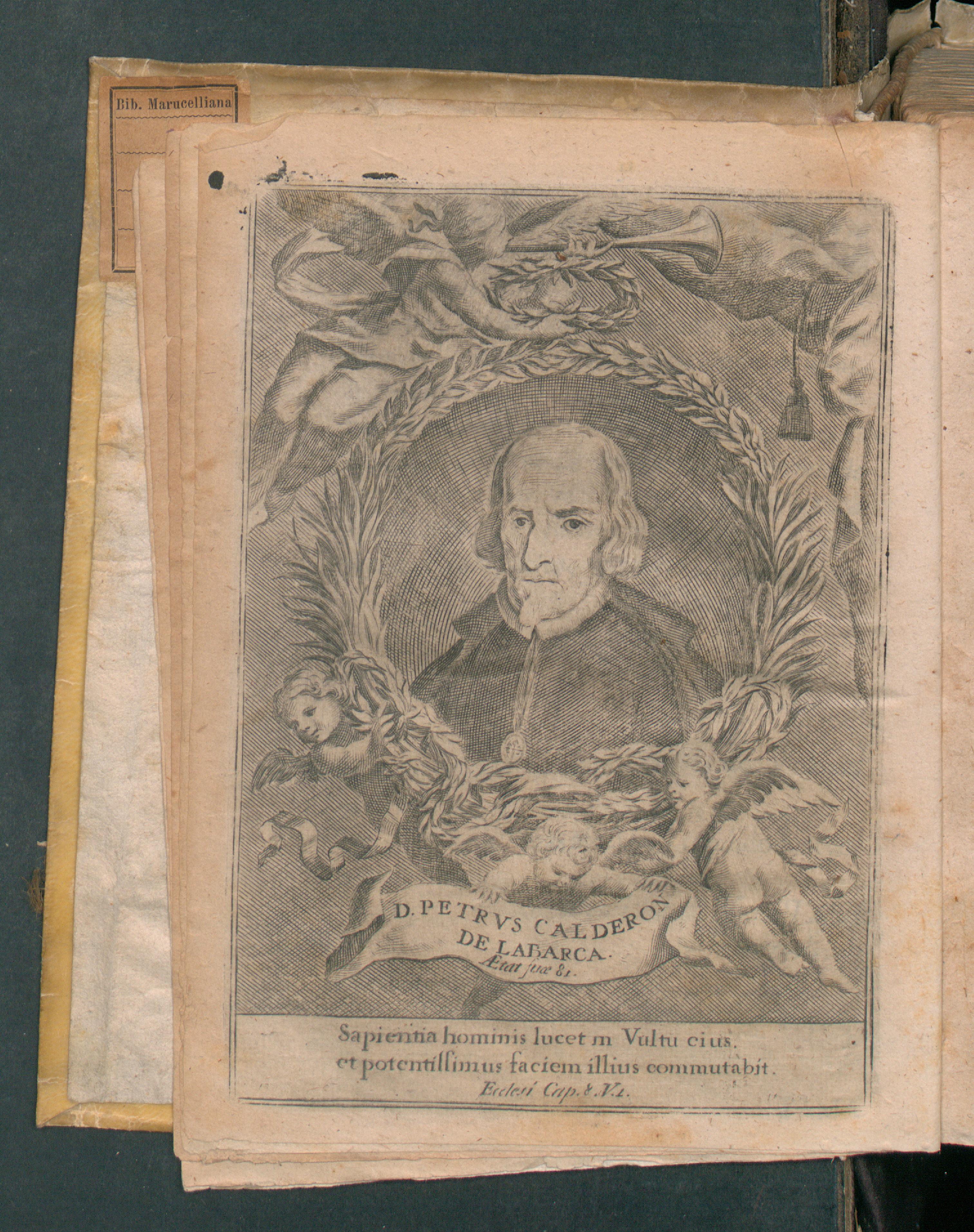
Comedias verdaderas, 1726

- Théâtre de Calderón (trad. de l'espagnol par Damas Hinard), Paris, 1891 (lire sur Wikisource)Ces 3 volumes contient une notice sur Calderón ainsi que la traduction de 17 pièces.
- Théâtre espagnol du XVIIe siècle, t. II, introduction générale par Jean Canavaggio, Paris, Éditions Gallimard, Bibliothèque de la Pléiade, 1999, 2048 p.Ce volume contient les pièces suivantes de Pedro Calderón de la Barca :
  - Maison à deux portes, maison difficile à garder (Casa con dos puertas, mala es de guardar, 1629)
  - Le Prince constant (El príncipe constante, 1629)
  - Le Festin du roi Balthasar (La cena del rey Baltasar, 1632)
  - Aimer par-delà la mort (Amar después de la muerte o El tuzaní de la Alpujarra, 1632)
  - Les Cheveux d'Absalom (Los cabellos de Absalón, 1633)
  - La Dévotion à la Croix (La devoción de la cruz, 1634)
  - La vie est un songe (La vida es sueño, 1636)
  - Le Magicien prodigieux (El mágico prodigioso, 1637)
  - Le Médecin de son honneur (El médico de su honra, 1637)
  - Le Dernier Duel en Espagne (El Postrer duelo de España, 1639)
  - L’Alcade de Zalamea (El Alcade de Zalamea, 1651)
  - Le Grand Théâtre du monde (El gran teatro del mundo, 1655)
  - Écho et Narcisse (Eco y Narciso, 1661)
  - Intermède du Petit Dragon (Entremés del dragoncillo)
  - Intermède du Défi de Juan Rana (Entremés del desafío de Juan Rana)

Autres pièces traduites
- La Nef du marchand (El gran mercado del mundo, 1635), Bruxelles-Paris, Éditions Lyon-Claesen, 1898
- La Dame fantôme (La Dama duenda, 1629), Paris, Éd. Hatier, 1922 ; autre traduction sous le titre La Dame lutin, Paris, Éditions Théâtrales, 2009 ; autre traduction sous le titre La Lutine, Paris, Éditions de l'Amandier, 2010
- Le Fantôme amoureux (El galán fantasma, 1637), Paris, Cicero, 1992
- Les Innocents coupables (Peor está que estaba, 1640), Paris, Cicero, 1992
- La Magie sans magie, (El encanto sin encanto), Paris, Cicero, 1992
- Le Peintre de son déshonneur (El pintor de su deshonra, 1637), Paris, Éditions Théâtrales, 2004
- La Tour de Babel (La Torre de Babilonia), Paris, Éditions l'Harmattan, 2007
- Le Schisme d'Angleterre ou l'Histoire d'Henri VIII (La Cisma de Inglaterra, 1659), Paris, L'Arche, 1960 ; autre traduction, Paris, Éditions Théâtrales, 2009